# Sedliská
Sedliská és un poble i municipi d'Eslovàquia. Es troba a la regió de Prešov, al nord del país.

## Història
La primera referència escrita de la vila data del 1323.

## Demografia
| Godina             | 1994 | 2004   | 2014   | 2024    |
| ------------------ | ---- | ------ | ------ | ------- |
| Nombre de persones | 1213 | 1286   | 1380   | 1537    |
| Diferència         |      | +6,01% | +7,30% | +11,37% |

| Godina             | 2023 | 2024   |
| ------------------ | ---- | ------ |
| Nombre de persones | 1530 | 1537   |
| Diferència         |      | +0,45% |